# Borussia Dortmund
Ballspielverein Borussia 09 e.V. Dortmund, cunoscut și ca Borussia Dortmund, BVB sau simplu Dortmund, este un club de fotbal profesionist din Dortmund, Renania de Nord-Westfalia, Germania, care evoluează în Bundesliga.

## Istorie

### Primii ani
Clubul a fost fondat la 19 decembrie 1909 de un grup de tineri ai parohiei Sfânta Treime, nemulțumiți de faptul că preotul Hubert Dewald restrânsese activitățile fotbalistice duminicale ale tinerilor. În pofida interdicției de a se întâlni în barul Zum Wildschütz („La Arcaș”), circa 50 de tineri ai parohiei s-au reunit în a patra duminică din postul Crăciunului în localul respectiv și au înființat noul club. Numele Borussia este denumirea latină a Prusiei, nume adoptat de fabrica de bere din apropiere. Echipa a început să joace în tricouri albastre cu dungi albe, cu o eșarfă roșie și pantaloni scurți negri. În 1913 jucătorii au trecut la echipamentul cu dungi negre și galbene, astăzi specifice Borussiei.
În următoarele decenii clubul s-a bucurat de succes modest jucând numai în ligile locale. A fost aproape de faliment în 1929 atunci când s-a încercat dezvoltarea clubului prin angajarea unor fotbaliști profesioniști, încercare care a eșuat și care a avut drept efect acumularea de datorii. Clubul a supraviețuit numai prin generozitatea unui suporter local, care a plătit datoriile din propriul buzunar.

### Al doilea război mondial și după război
Anii 1930 au văzut ridicarea celui de-al Treilea Reich, care a restructurat organizațiile sportive pentru a se potrivi scopurilor regimului. Președintele Borussiei a fost înlocuit atunci când a refuzat să se alăture partidului nazist, iar un cuplu de membri care au folosit pe ascuns birourile clubului pentru a produce pamflete anti-naziste au fost executați în ultimele zile ale războiului. Clubul a avut un succes mai mare în nou înființata Gauliga Westfalen, dar a trebuit să aștepte până după al doilea război mondial pentru a-și face intrarea în lumea importantă a fotbalului. În această perioadă Borussia a dezvoltat această rivalitate intensă cu Schalke 04, cea mai de succes echipă din acea eră. Ca orice altă organizație din Germania, Borussia a fost dizolvată de către autoritățile de ocupație aliate, după război, în încercarea de a distanța instituțiile țării de trecut nazist foarte recent. A fost o inițiativă de scurtă durată de a fuziona clubul cu alte două - Werksportgemeinschaft Hoesch și Freier Sportverein 98 - ca Sportgemeinschaft Borussia von 1898, dar și-au făcut prima apariție ca Ballspiel-Verein Borussia (BVB) în finala națională în 1949 unde au pierdut cu 2-3 în fața lui Mannheim.

### Primul titlu național
Oberliga West o ligă de primul nivel, care o includea pe Borussia a dominat fotbalul german pe la sfârșitul anilor '50. În 1949, Borussia a ajuns în finala din Stuttgart împotriva lui VfR Mannheim, pe care a pierdut-o cu 2-3 după prelungiri. Clubul a câștigat primul titlu național în 1956 cu un 4-2 împotriva lui Karlsruher SC. Un an mai târziu, Borussia a câștigat cu exact aceeași echipă cel de-al doilea titlu național. După această lovitură cei trei Alfredo (Alfred Preißler, Alfred Kelbassa și Alfred Niepieklo) erau legende în Dortmund. În 1963, Borussia Dortmund a câștigat ultima finală înainte de a începe Bundesliga. Acesta a fost cel de-al treilea titlu național.

### Intrarea în Bundesliga
În 1962, DFB s-a întâlnit în Dortmund și a votat în final pentru înființarea unei ligi profesioniste de fotbal, care începea să se joace în August 1963 fiind numită Bundesliga. Borussia și-a câștigat locul printre cele 16 echipe care vor juca în nou formata ligă prin câștigarea ultimului turneu dinainte de Bundesliga. Clubul care a pierdut, Köln a câștigat de asemenea un loc automat. Dortmundul lui, Friedhelm Konietzka, a marcat primul gol din istoria Bundesligii la abia un minut după fluierul de start într-un meci pe care l-a pierdut până la final cu 2-3 în fața lui Werder Bremen.
În 1965, Dortmund a câștigat prima Cupă a Germaniei. Ei au avut un rezultat amestecat în anul următor, când au câștigat Cupa Cupelor UEFA, dar au predat o poziție de forță în fruntea Bundesligii pierzând patru dintre ultimele lor cinci jocuri în campionat, terminând pe locul al doilea la trei puncte în spatele campionilor 1860 München. În mod ironic, o mare parte din succesul lui 1860 a venit pe puterea de joc a lui Konietzka, recent transferat acolo de la Dortmund. Anii '70 au fost caracterizați de probleme financiare și de retrogradarea din Bundesliga în 1972 și deschiderea Westfalenstadion numit după landul, Westfalia în 1974. Clubul s-a reîntors în Bundesliga în 1976, dar a continuat să sufere din cauza problemelor financiare de-a lungul anilor '80. BVB a evitat la limită retrogradarea din nou în 1986 când a câștigat cel de-al treilea meci decisiv din play-off împotriva lui SC Fortuna Köln, care a terminat pe locul 16 în sezonul regulat.
Clubul nu a mai avut nici un succes major până la câștigarea Cupei Germaniei în 1989.

### Epoca de aur - 1990
Borussia în 1993 a ajuns în finala Cupei UEFA pe care a pierdut cu 1-6 la general în fața lui Juventus. În ciuda acestui rezultat, Borussia a plecat cu 25 de milioane mărci după sistemul de premiere cu bani al acelor vremuri. Datorită fluxului de bani, Dortmund a fost capabilă să semneze cu jucători care mai târziu le-au adus numeroase premii, în anii 1990.
Au câștigat Bundesliga în 1995 și în 1996, Matthias Sammer din echipa din '96 a fost numit Fotbalistul european al anului.
Într-o finală memorabilă a Ligii Campionilor în München, Dortmund s-a întâlnit cu un Juventus din care făcea parte și Zinedine Zidane. Karl-Heinz Riedle a pus Dortmund în față printr-un șut pe sub portar dintr-o centrare a lui Paul Lambert. Riedle a mărit apoi avantajul marcând cu capul după un corner. În a doua repriză, Alessandro Del Piero a redus avantajul celor de la Dortmund. Borussia a mai marcat odată prin tânărul Lars Ricken, Dortmund câștigând cu 3-1.
Borussia a câștigat mai apoi Cupa Intercontinentală 1997 cu 2-0 în fața celor de la Cruzeiro.

### Secolul XXI
La schimbarea mileniului, Borussia Dortmund a devenit primul și până în prezent singurul club-public tranzacționat pe piața de capital germană. Doi ani mai târziu au câștigat cel de-al treilea titlu Bundesliga. Clubul a avut un final remarcabil de sezon depășind Bayer Leverkusen și asigurându-și titlul în ultima zi. În același sezon Borussia a pierdut finala Cupei UEFA în fața celor de la Feyenoord.
Puterea financiară a clubului a scăzut de atunci. Conducerea defectuoasă a clubului a condus la vinderea, Westfalenstadion. Situația a fost agravată de eșecul de a avansa în Liga Campionilor 2003, când echipa a fost eliminată la penaltiuri de Club Brugge. Borussia a fost din nou condusă la un pas de faliment în 2005, valoarea inițială de 11 € a acțiunilor sale a scăzut cu peste 80% pe Frankfurter Wertpapierbörse (Frankfurt Stock Exchange). Pentru a putea depăși criza clubul a tăiat salariile jucătorilor cu 20%.

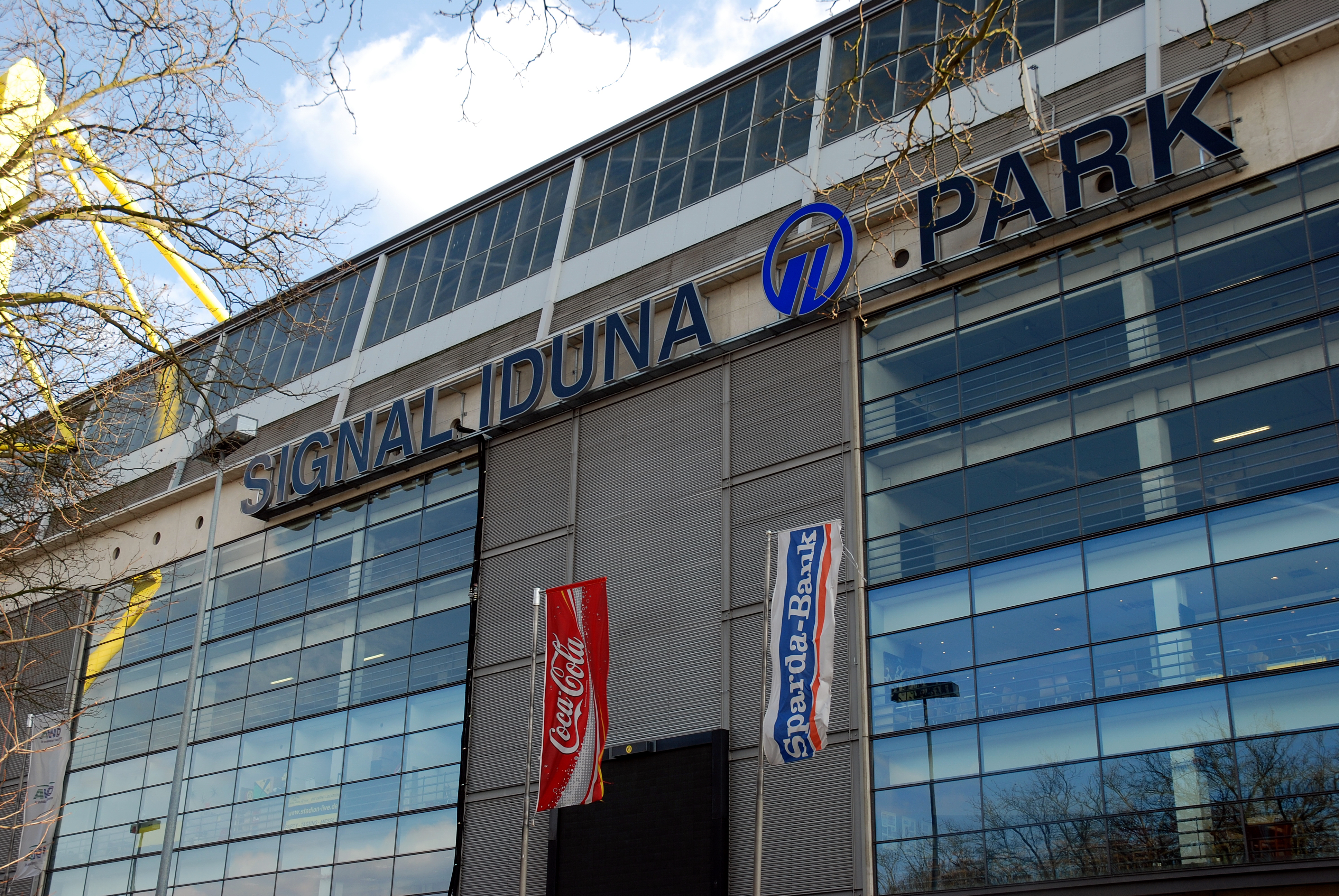
Westfalenstadion

Echipa joacă încă pe Westfalenstadion, acesta fiind închiriat numit după regiunea sa de origine Westfalia. Pentru a strânge capital, stadionul a fost redenumit Signal Iduna Park, după o societate de asigurări locală în cadrul unui acord de sponsorizare care expiră în 2021. Stadionul este în prezent cel mai mare stadion de fotbal din Germania, cu o capacitate de 80.720 de spectatori, și a găzduit mai multe meciuri la Campionatul Mondial de Fotbal 2006 inclusiv o semifinală.

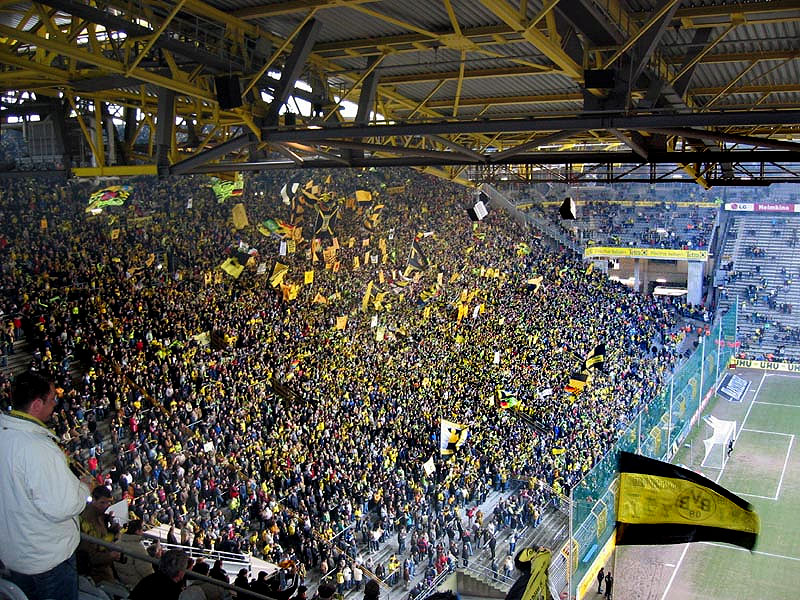
Fani la faimoasa Südtribüne în Westfalenstadion

Echipa a suferit un start mizerabil pentru sezonul 2005-06, dar s-au adunat pentru a termina pe locul șapte. Clubul nu a reușit să câștige un loc în Cupa UEFA prin tragerea la sorți Fair Play. Conducerea clubului a indicat faptul că clubul are din nou profit, cu toate acestea, acest lucru a fost în mare măsură legat de vânzarea lui David Odonkor la Real Betis și a lui Tomáš Rosický la Arsenal Londra.
În sezonul 2006-07, clubul s-a confruntat în mod neașteptat cu retrogradarea pentru prima dată în ultimii ani. Echipa a trecut prin trei antrenori și l-a numit pe Thomas Doll la data de 13 martie 2007, după ce a căzut la doar un punct deasupra zonei de retrogradare. Christoph Metzelder, de asemenea a plecat de la Borussia Dortmund printr-un transfer gratuit.
În sezonul 2007-08, clubul a pierdut în fața unor cluburi mici din Bundesliga. Sezonul acesta a fost unul dintre cele mai rele din ultimii 20 de ani. Cu toate acestea, au ajuns în finala Cupei Germaniei împotriva celor de la Bayern München, unde au pierdut cu 2-1 în prelungiri. Apariția în finală le-a câștigat celor de la Dortmund un loc în Cupa UEFA deoarece, Bayern se calificase deja pentru Liga Campionilor.
În sezonul 2009-10, clubul s-a calificat pentru UEFA Europa League și au terminat pe locul cinci în Bundesliga. Clubul a ratat ocazia de a se califica pentru UEFA Champions League deoarece nu a câștigat nici unul dintre ultimele sale două meciuri cu VfL Wolfsburg și SC Freiburg, echipa de pe locul 8 respectiv locul 14 din Bundesliga. Cu toate acestea, Dortmund a demonstrat în timpul sezonului o nouă carismă și pasiune sub conducerea noului antrenor Jürgen Klopp.
Sezonul 2010-2011 a fost unul de excepție pentru Borussia, adjudecându-și campionatul cu cea mai bună defensivă. A câștigat titlul și în următorul sezon, stabilind totodată un record: cele mai multe puncte într-un sezon de Bundesliga, 81. În finala Cupei a învins-o pe Bayern cu 5-2.

## Steme

1919–1945
1945–1964
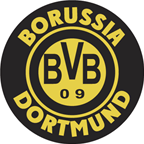
1964–1974
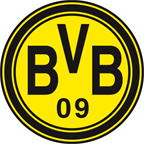
1974–1976 și 1978–1993
2009 (Logo jubiliar)
1993–prezent

## Stadion

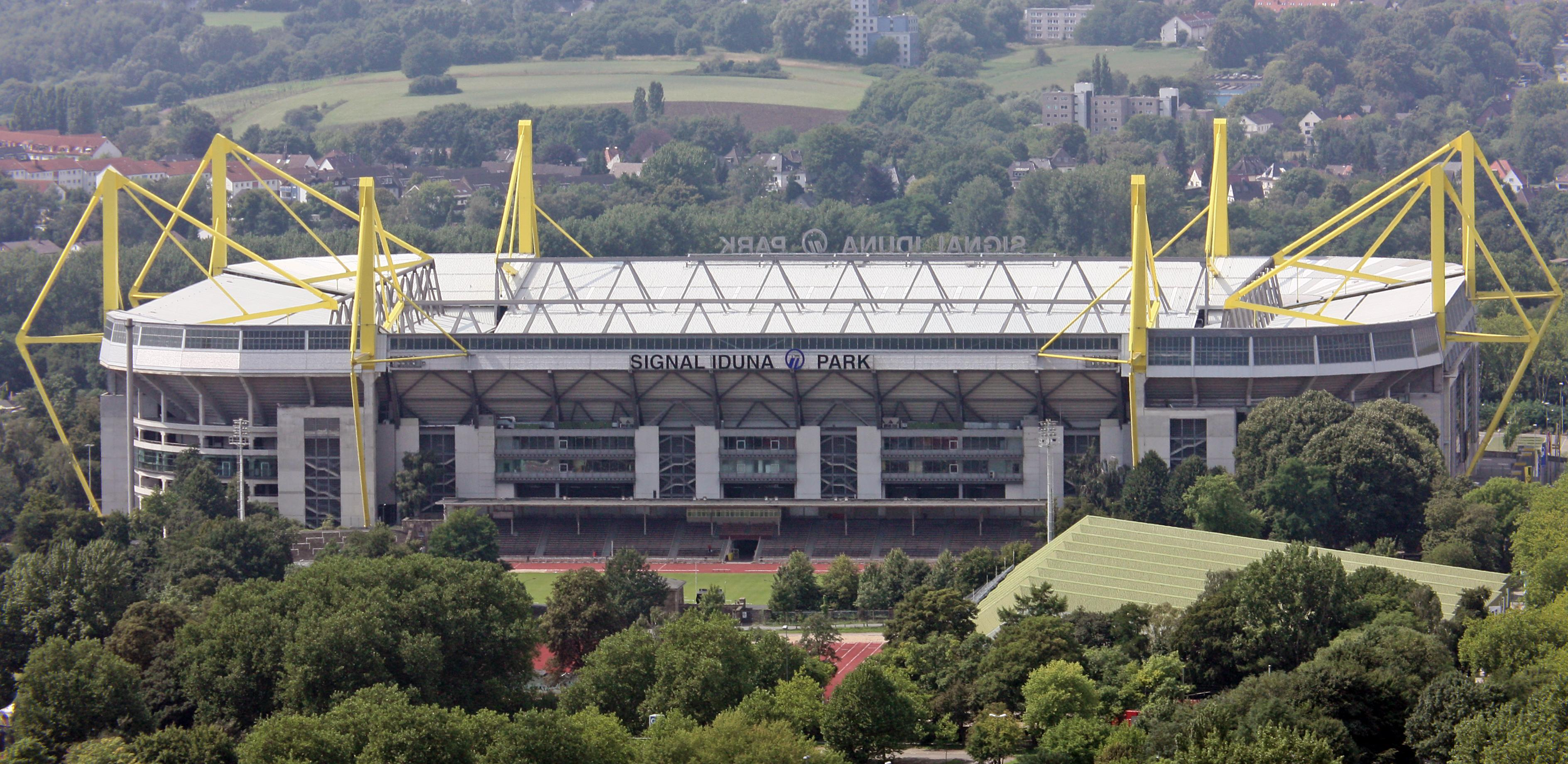
Westfalenstadion este cel mai mare stadion din Germania

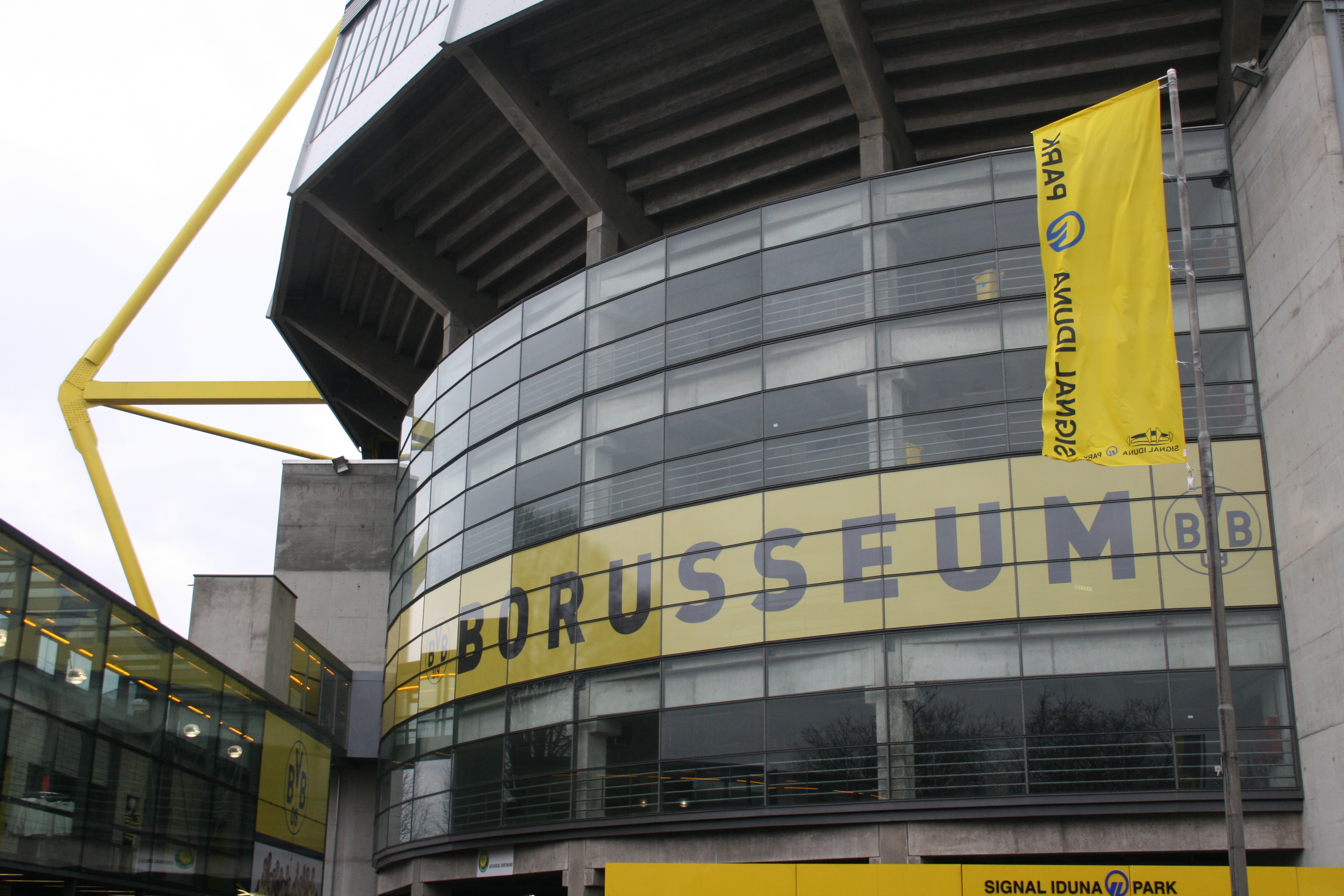
Borusseum, un muzeu despre Borussia Dortmund

Stadionul de casă al Borussiei Dortmund este Signal Iduna Park. Acesta este cel mai mare stadion din Germania și al 7-lea ca mărime din Europa. Compania de asigurări germană Signal Iduna a cumpărat dreptul de a denumi stadionul până în anul 2021. Totuși acest nume nu poate fi utilizat la evenimentele organizate de FIFA și UEFA, întrucât aceste organe de conducere au politici ce interzic sponsorizarea corporativă a companiilor ce nu susțin parteneri oficiali ai turneelor. Pe durata Campionatului Mondial de Fotbal 2006, stadionul era menționat ca Stadionul Campionatului Mondial de Fotbal, Dortmund. În competițiile inter-club UEFA, el este denumit BVB Stadion Dortmund. Stadionul poate găzdui până la 80.645 fani (pe scaune și în picioare) pentru meciuri de campionat, și 65.829 spectatori (doar pe scaune) pentru meciuri internaționale. Pentru aceasta, peluza de sud a fost re-echipată cu scaune pentru a se conforma regulamentului FIFA.

## Sezoanele recente
| Sezonul | Divizia        | Poziția |
| 1999–00 | Bundesliga (I) | 12      |
| 2000–01 | Bundesliga (I) | 3       |
| 2001–02 | Bundesliga (I) | 1       |
| 2002–03 | Bundesliga (I) | 3       |
| 2003–04 | Bundesliga (I) | 6       |
| 2004–05 | Bundesliga (I) | 7       |
| 2005–06 | Bundesliga (I) | 7       |
| 2006–07 | Bundesliga (I) | 9       |
| 2007–08 | Bundesliga (I) | 13      |
| 2008–09 | Bundesliga (I) | 6       |
| 2009–10 | Bundesliga (I) | 5       |
| 2010–11 | Bundesliga (I) | 1       |
| 2011–12 | Bundesliga (I) | 1       |
| 2012–13 | Bundesliga (I) | 2       |
| 2013-14 | Bundesliga (I) | 2       |
| 2014-15 | Bundesliga (I) | 7       |
| 2015-16 | Bundesliga (I) | 2       |
| 2016-17 | Bundesliga (I) | 3       |
| 2017-18 | Bundesliga (I) | 4       |
| 2018-19 | Bundesliga (I) | 2       |
| 2019-20 | Bundesliga (I) | 2       |

### Coeficientul UEFA
Coeficientul UEFA este utilizat la tragerea la sorți a competițiilor continentale organizate de Uniunea Asociațiilor Europene de Fotbal. Pe baza performanței cluburilor la nivel european timp de cinci sezoane, acest coeficient este calculat folosind un sistem de puncte și este stabilit un clasament. La sfârșitul sezonului 2019-2020, Borussia Dortmund se afla pe locul al doisprezecelea.
| Rang | Club Sportiv     | Coeficient |
| ---- | ---------------- | ---------- |
| 10   | Sevilla          | 96.000     |
| 11   | Arsenal          | 91.000     |
| 12   | Dortmund         | 85.000     |
| 13   | Tottenham        | 85.000     |
| 14   | Shakhtar Donetsk | 84.000     |

## Palmares

### Titluri naționale
| Competiții            | Poziția       | Titluri | Sezoane                                                           |
| --------------------- | ------------- | ------- | ----------------------------------------------------------------- |
| Campionatul Germaniei | Campioană     | 8       | 1956, 1957, 1963, 1995, 1996, 2002, 2011, 2012.                   |
| Campionatul Germaniei | Vicecampioană | 11      | 1949, 1961, 1966, 1992, 2013, 2014, 2016, 2019, 2020, 2022, 2023. |
| Cupa Germaniei        | Campioană     | 5       | 1965, 1989, 2012, 2017, 2021.                                     |
| Cupa Germaniei        | Finalistă     | 5       | 1963, 2008, 2014, 2015, 2016.                                     |
| Supercupa Germaniei   | Campioană     | 6       | 1989, 1995, 1996, 2013, 2014, 2019.                               |
| Supercupa Germaniei   | Finalistă     | 6       | 2011, 2012, 2016, 2017, 2020, 2021.                               |

- Referințe:[10][11][12]

### Competiții internaționale
| Competiții             | Campioană | Sezoane | Finalistă | Sezoane     |
| ---------------------- | --------- | ------- | --------- | ----------- |
| Liga Campionilor UEFA  | 1         | 1997.   | 2         | 2013, 2024. |
| Cupa UEFA              | 0         |         | 2         | 1993, 2002. |
| Supercupa Europei      | 0         |         | 1         | 1997.       |
| Cupa Cupelor           | 1         | 1966.   |           |             |
| Cupa Intercontinentală | 1         | 1997.   |           |             |

- Note:[13][14][15][16][17][18]

### Competiții regionale
| Competiții                    | Poziția       | Titluri | Sezoane                             |
| ----------------------------- | ------------- | ------- | ----------------------------------- |
| Campionatul Germaniei de Vest | Campioană     | 6       | 1948, 1949, 1950, 1953, 1956, 1957. |
| Campionatul Germaniei de Vest | Vicecampioană | 2       | 1961, 1963.                         |
| Cupa Westfaliei               | Campioană     | 1       | 1947.                               |

- Note:  - Deține RECORDUL - de 6 titluri de campioană în Campionatul Germaniei de Vest.
- Note:[19][20]

## Finale
| Finale jucate de Borussia Dortmund în Cupele Naționale | Finale jucate de Borussia Dortmund în Cupele Naționale | Finale jucate de Borussia Dortmund în Cupele Naționale | Finale jucate de Borussia Dortmund în Cupele Naționale | Finale jucate de Borussia Dortmund în Cupele Naționale | Finale jucate de Borussia Dortmund în Cupele Naționale | Finale jucate de Borussia Dortmund în Cupele Naționale | Finale jucate de Borussia Dortmund în Cupele Naționale | Finale jucate de Borussia Dortmund în Cupele Naționale | Finale jucate de Borussia Dortmund în Cupele Naționale | Finale jucate de Borussia Dortmund în Cupele Naționale | Finale jucate de Borussia Dortmund în Cupele Naționale | Finale jucate de Borussia Dortmund în Cupele Naționale | Finale jucate de Borussia Dortmund în Cupele Naționale | Finale jucate de Borussia Dortmund în Cupele Naționale | Finale jucate de Borussia Dortmund în Cupele Naționale | Finale jucate de Borussia Dortmund în Cupele Naționale | Finale jucate de Borussia Dortmund în Cupele Naționale | Finale jucate de Borussia Dortmund în Cupele Naționale |
| Cupa Germaniei                                         | Cupa Germaniei                                         | Cupa Germaniei                                         | Cupa Germaniei                                         | Cupa Germaniei                                         | Cupa Germaniei                                         | Cupa Germaniei                                         | Cupa Germaniei                                         | Cupa Germaniei                                         |                                                        | Supercupa Germaniei                                    | Supercupa Germaniei                                    | Supercupa Germaniei                                    | Supercupa Germaniei                                    | Supercupa Germaniei                                    | Supercupa Germaniei                                    | Supercupa Germaniei                                    | Supercupa Germaniei                                    | Supercupa Germaniei                                    |
| Câștigători                                            | Câștigători                                            | Câștigători                                            | Câștigători                                            |                                                        | Pierdanți                                              | Pierdanți                                              | Pierdanți                                              | Pierdanți                                              | Câștigători                                            | Câștigători                                            | Câștigători                                            | Câștigători                                            |                                                        | Pierdanți                                              | Pierdanți                                              | Pierdanți                                              | Pierdanți                                              |                                                        |
| Anul                                                   | Campioni                                               | Scor                                                   | Adversar                                               | Anul                                                   | Finalistă                                              | Scor                                                   | Adversar                                               | Anul                                                   | Campioni                                               | Scor                                                   | Adversar                                               | Anul                                                   | Finalistă                                              | Scor                                                   | Adversar                                               |                                                        |                                                        |                                                        |
| ------------------------------------------------------ | ------------------------------------------------------ | ------------------------------------------------------ | ------------------------------------------------------ | ------------------------------------------------------ | ------------------------------------------------------ | ------------------------------------------------------ | ------------------------------------------------------ | ------------------------------------------------------ | ------------------------------------------------------ | ------------------------------------------------------ | ------------------------------------------------------ | ------------------------------------------------------ | ------------------------------------------------------ | ------------------------------------------------------ | ------------------------------------------------------ | ------------------------------------------------------ | ------------------------------------------------------ | ------------------------------------------------------ |
| 1965                                                   | Dortmund                                               | 2 - 0                                                  | Alemannia                                              | 1963                                                   | Dortmund                                               | 0 - 3                                                  | Hamburg                                                | 1989                                                   | Dortmund                                               | 4 - 3                                                  | Bayern                                                 | 2011                                                   | Dortmund                                               | 0 - 0(3-4)                                             | Schalke 04                                             |                                                        |                                                        |                                                        |
| 1989                                                   | Dortmund                                               | 4 - 1                                                  | Werder Bremen                                          | 2008                                                   | Dortmund                                               | 1 - 2                                                  | Bayern                                                 | 1995                                                   | Dortmund                                               | 1 - 0                                                  | M'gladbach                                             | 2012                                                   | Dortmund                                               | 1 - 2                                                  | Bayern                                                 |                                                        |                                                        |                                                        |
| 2012                                                   | Dortmund                                               | 5 - 2                                                  | Bayern                                                 | 2014                                                   | Dortmund                                               | 0 - 2                                                  | Bayern                                                 | 1996                                                   | Dortmund                                               | 1 - 1(4-3)                                             | Kaiserslautern                                         | 2016                                                   | Dortmund                                               | 0 - 2                                                  | Bayern                                                 |                                                        |                                                        |                                                        |
| 2017                                                   | Dortmund                                               | 2 - 1                                                  | Eintracht Frankfurt                                    | 2015                                                   | Dortmund                                               | 1 - 3                                                  | Wolfsburg                                              | 2008                                                   | Dortmund                                               | 2 - 1                                                  | Bayern                                                 | 2017                                                   | Dortmund                                               | 2 - 2'(4-5)                                            | Bayern                                                 |                                                        |                                                        |                                                        |
|                                                        |                                                        |                                                        |                                                        | 2016                                                   | Dortmund                                               | 0 - 0(3-4)                                             | Bayern                                                 | 2013                                                   | Dortmund                                               | 4 - 2                                                  | Bayern                                                 |                                                        |                                                        |                                                        |                                                        |                                                        |                                                        |                                                        |
|                                                        |                                                        |                                                        |                                                        |                                                        |                                                        |                                                        |                                                        | 2014                                                   | Dortmund                                               | 2 - 0                                                  | Bayern                                                 |                                                        |                                                        |                                                        |                                                        |                                                        |                                                        |                                                        |
|                                                        |                                                        |                                                        |                                                        |                                                        |                                                        |                                                        |                                                        | 2019                                                   | Dortmund                                               | 2 - 0                                                  | Bayern                                                 |                                                        |                                                        |                                                        |                                                        |                                                        |                                                        |                                                        |
| Finale jucate de Borussia Dortmund în Cupele Europene  |                                                        |                                                        |                                                        |                                                        |                                                        |                                                        |                                                        |                                                        |                                                        |                                                        |                                                        |                                                        |                                                        |                                                        |                                                        |                                                        |                                                        |                                                        |
| Liga Campionilor UEFA                                  | Liga Campionilor UEFA                                  | Liga Campionilor UEFA                                  | Liga Campionilor UEFA                                  | Liga Campionilor UEFA                                  | Liga Campionilor UEFA                                  | Liga Campionilor UEFA                                  | Liga Campionilor UEFA                                  | Liga Campionilor UEFA                                  |                                                        | Cupa UEFA                                              | Cupa UEFA                                              | Cupa UEFA                                              | Cupa UEFA                                              |                                                        | Cupa Cupelor UEFA                                      | Cupa Cupelor UEFA                                      | Cupa Cupelor UEFA                                      | Cupa Cupelor UEFA                                      |
| Câștigători                                            | Câștigători                                            | Câștigători                                            | Câștigători                                            |                                                        | Pierdanți                                              | Pierdanți                                              | Pierdanți                                              | Pierdanți                                              | Pierdanți                                              | Pierdanți                                              | Pierdanți                                              | Pierdanți                                              | Câștigători                                            | Câștigători                                            | Câștigători                                            | Câștigători                                            |                                                        |                                                        |
| Anul                                                   | Campioni                                               | Scor                                                   | Adversar                                               | Anul                                                   | Finalistă                                              | Scor                                                   | Adversar                                               | Anul                                                   | Finalistă                                              | Scor                                                   | Adversar                                               | Anul                                                   | Campioni                                               | Scor                                                   | Adversar                                               |                                                        |                                                        |                                                        |
| 1997                                                   | Dortmund                                               | 3 - 1                                                  | Juventus                                               | 2013                                                   | Dortmund                                               | 1 - 2                                                  | Bayern München                                         | 1993                                                   | Dortmund                                               | 1 - 6                                                  | Juventus                                               | 1966                                                   | Dortmund                                               | 2 - 1                                                  | Liverpool                                              |                                                        |                                                        |                                                        |
|                                                        |                                                        |                                                        |                                                        |                                                        |                                                        |                                                        |                                                        | 2002                                                   | Dortmund                                               | 2 - 3                                                  | Feyenoord                                              |                                                        |                                                        |                                                        |                                                        |                                                        |                                                        |                                                        |
| Cupa Intercontinentală                                 | Cupa Intercontinentală                                 | Cupa Intercontinentală                                 | Cupa Intercontinentală                                 | Supercupa Europei                                      | Supercupa Europei                                      | Supercupa Europei                                      | Supercupa Europei                                      |                                                        |                                                        |                                                        |                                                        |                                                        |                                                        |                                                        |                                                        |                                                        |                                                        |                                                        |
| Câștigători                                            | Câștigători                                            | Câștigători                                            | Câștigători                                            | Pierdanți                                              | Pierdanți                                              | Pierdanți                                              | Pierdanți                                              |                                                        |                                                        |                                                        |                                                        |                                                        |                                                        |                                                        |                                                        |                                                        |                                                        |                                                        |
| Anul                                                   | Finalistă                                              | Scor                                                   | Adversar                                               | Anul                                                   | Campioni                                               | Scor                                                   | Adversar                                               |                                                        |                                                        |                                                        |                                                        |                                                        |                                                        |                                                        |                                                        |                                                        |                                                        |                                                        |
| 1997                                                   | Dortmund                                               | 2 - 0                                                  | Cruzeiro                                               | 1997                                                   | Dortmund                                               | 1 - 3                                                  | Barcelona                                              |                                                        |                                                        |                                                        |                                                        |                                                        |                                                        |                                                        |                                                        |                                                        |                                                        |                                                        |

## Lotul actual
La 18 august 2025.
| Nr. |          | Poziție | Jucător                               |
| --- | -------- | ------- | ------------------------------------- |
| 1   | Elveția  | P       | Gregor Kobel                          |
| 2   | Brazilia | F       | Yan Couto                             |
| 3   | Germania | F       | Waldemar Anton                        |
| 4   | Germania | F       | Nico Schlotterbeck (al 3-lea căpitan) |
| 5   | Algeria  | F       | Ramy Bensebaini                       |
| 6   | Turcia   | M       | Salih Özcan                           |
| 7   | Anglia   | M       | Jobe Bellingham                       |
| 8   | Germania | M       | Felix Nmecha                          |
| 9   | Guineea  | A       | Serhou Guirassy                       |
| 10  | Germania | M       | Julian Brandt (vice-căpitan)          |
| 13  | Germania | M       | Pascal Groß                           |
| 14  | Germania | A       | Maximilian Beier                      |
| 16  | Belgia   | A       | Julien Duranville                     |

| Nr. |                            | Poziție | Jucător            |
| --- | -------------------------- | ------- | ------------------ |
| 20  | Austria                    | M       | Marcel Sabitzer    |
| 21  | Statele Unite ale Americii | M       | Giovanni Reyna     |
| 23  | Germania                   | M       | Emre Can (căpitan) |
| 24  | Suedia                     | F       | Daniel Svensson    |
| 25  | Germania                   | F       | Niklas Süle        |
| 26  | Norvegia                   | F       | Julian Ryerson     |
| 27  | Germania                   | A       | Karim Adeyemi      |
| 30  | Germania                   | P       | Patrick Drewes     |
| 31  | Germania                   | P       | Silas Ostrzinski   |
| 33  | Germania                   | P       | Alexander Meyer    |
| 37  | Statele Unite ale Americii | A       | Cole Campbell      |
| 39  | Italia                     | F       | Filippo Mané       |

### Jucători împrumutați
| Nr. |          | Poziție | Jucător                                            |
| --- | -------- | ------- | -------------------------------------------------- |
|     | Germania | M       | Kjell Wätjen (at VfL Bochum până pe 30 iunie 2026) |

## Antrenori

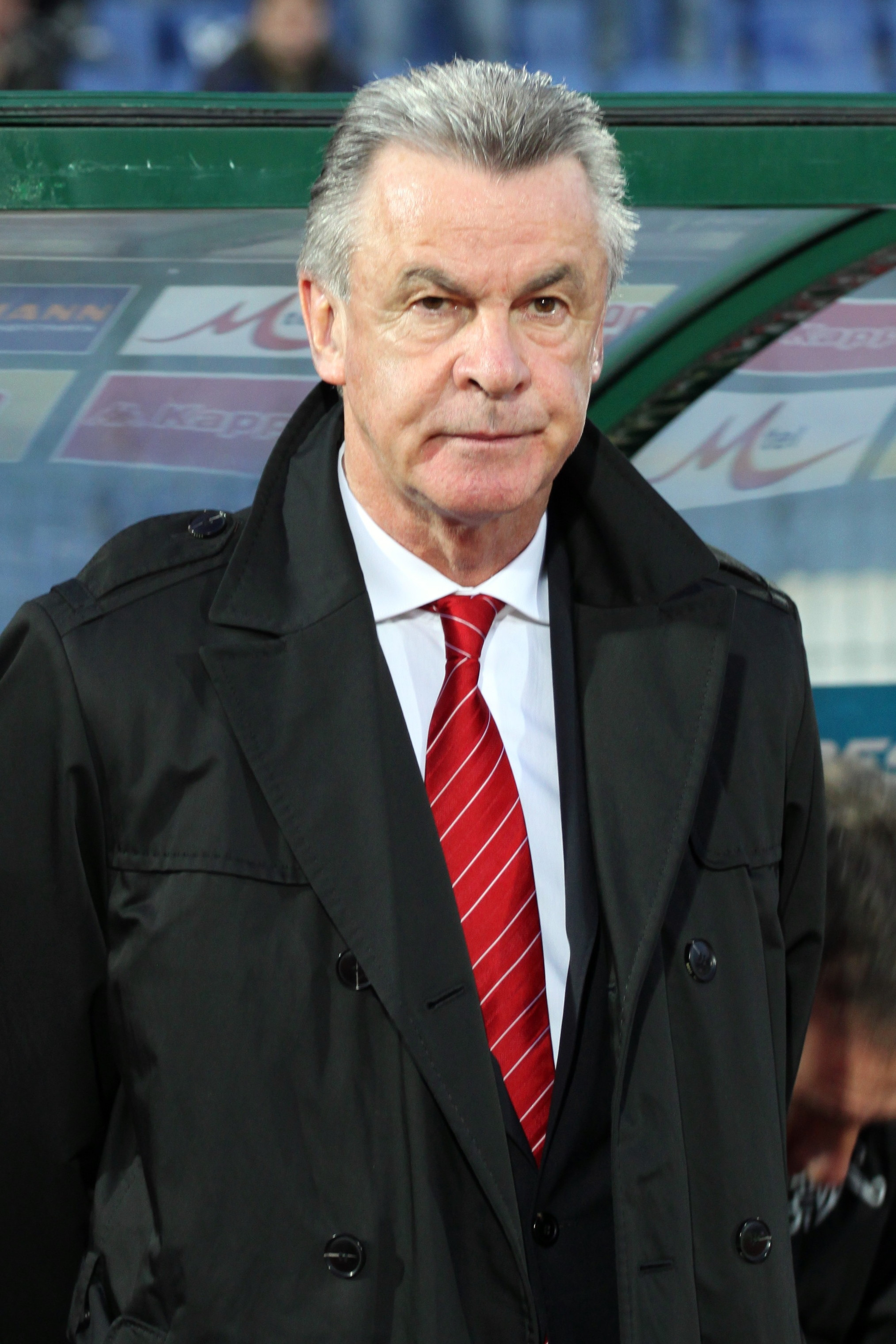
Ottmar Hitzfeld a condus Borussia Dortmund spre cucerirea titlului UEFA Champions League în 1997

| Nr. | Naționalitate | Antrenor                 | Început           | Sfârșit           | Trofee                                        |
| --- | ------------- | ------------------------ | ----------------- | ----------------- | --------------------------------------------- |
| 1   | Germania      | Ernst Kuzorra*           | iulie 1935        | august 1935       |                                               |
| 2   | Germania      | Fritz Thelen             | septembrie 1935   | iunie 1936        |                                               |
| 3   | Austria       | Ferdinand Swatosch       | iulie 1936        | mai 1939          |                                               |
| 4   | Austria       | Willi Sevcic             | iunie 1939        | unknown           |                                               |
| 5   | Germania      | Fritz Thelen             | 10 ianuarie 1946  | 31 iulie 1946     |                                               |
| 6   | Germania      | Ferdinand Fabra          | 1 august 1946     | 31 iulie 1948     | 1 Oberliga West                               |
| 7   | Austria       | Eduard Havlicek          | 1 august 1948     | 31 iulie 1950     | 2 Oberliga West                               |
| 8   | Germania      | Sepp Kretschmann         | 1 august 1950     | 31 Jul 1951       |                                               |
| 9   | Germania      | Hans Schmidt             | 1 august 1951     | 31 iulie 1955     | 1 Oberliga West                               |
| 10  | Germania      | Helmut Schneider         | 1 august 1955     | 31 iulie 1957     | 2 Oberliga West, 2 Campionate                 |
| 11  | Germania      | Hans Tauchert            | 1 august 1957     | 24 iunie 1958     |                                               |
| 12  | Austria       | Max Merkel               | 14 iulie 1958     | 31 iulie 1961     |                                               |
| 13  | Germania      | Hermann Eppenhoff        | 1 august 1961     | 30 iunie 1965     | 1 Campionat, 1 Cupă                           |
| 14  | Germania      | Willi Multhaup           | 1 iulie 1965      | 30 iunie 1966     | 1 Cupa Cupelor UEFA                           |
| 15  | Germania      | Heinz Murach             | 1 iulie 1966      | 10 aprilie 1968   |                                               |
| 16  | Germania      | Oswald Pfau              | 18 aprilie 1968   | 16 decembrie 1968 |                                               |
| 17  | Germania      | Helmut Schneider         | 17 decembrie 1968 | 17 martie 1969    |                                               |
| 18  | Germania      | Hermann Lindemann        | 21 martie 1969    | 30 iunie 1970     |                                               |
| 19  | Germania      | Horst Witzler            | 1 iulie 1970      | 21 decembrie 1971 |                                               |
| 20  | Germania      | Herbert Burdenski        | 3 ianuarie 1972   | 30 iunie 1972     |                                               |
| 21  | Germania      | Detlev Brüggemann        | 1 iulie 1972      | 31 octombrie 1972 |                                               |
| 22  | Germania      | Max Michallek            | 1 noiembrie 1972  | 1 martie 1973     |                                               |
| 23  | Germania      | Dieter Kurrat            | 1 martie 1973     | 30 iunie 1973     |                                               |
| 24  | Ungaria       | János Bédl               | 1 iulie 1973      | 14 februarie 1974 |                                               |
| 25  | Germania      | Dieter Kurrat            | 14 februarie 1974 | 30 iunie 1974     |                                               |
| 26  | Germania      | Otto Knefler             | 1 iulie 1974      | 1 februarie 1976  |                                               |
| 27  | Germania      | Horst Buhtz              | 1 februarie 1976  | 30 iunie 1976     |                                               |
| 28  | Germania      | Otto Rehhagel            | 1 iulie 1976      | 30 aprilie 1978   |                                               |
| 29  | Germania      | Carl-Heinz Rühl          | 1 iulie 1978      | 29 aprilie 1979   |                                               |
| 30  | Germania      | Uli Maslo                | 30 aprilie 1979   | 30 iunie 1979     |                                               |
| 31  | Germania      | Udo Lattek               | 1 iulie 1979      | 10 mai 1981       |                                               |
| 32  | Germania      | Rolf Bock*               | 11 mai 1981       | 30 iunie 1981     |                                               |
| 33  | Iugoslavia    | Branko Zebec             | 1 iulie 1981      | 30 iunie 1982     |                                               |
| 34  | Germania      | Karl-Heinz Feldkamp      | 1 iulie 1982      | 5 aprilie 1983    |                                               |
| 35  | Germania      | Helmut Witte*            | 6 aprilie 1983    | 30 iunie 1983     |                                               |
| 36  | Germania      | Uli Maslo                | 1 iulie 1983      | 23 octombrie 1983 |                                               |
| 37  | Germania      | Helmut Witte*            | 23 octombrie 1983 | 31 octombrie 1983 |                                               |
| 38  | Germania      | Heinz-Dieter Tippenhauer | 31 octombrie 1983 | 15 noiembrie 1983 |                                               |
| 39  | Germania      | Horst Franz              | 16 noiembrie 1983 | 30 iunie 1984     |                                               |
| 40  | Germania      | Timo Konietzka           | 1 iulie 1984      | 24 octombrie 1984 |                                               |
| 41  | Germania      | Reinhard Saftig*         | 25 octombrie 1984 | 27 octombrie 1984 |                                               |
| 42  | Germania      | Erich Ribbeck            | 28 octombrie 1984 | 30 iunie 1985     |                                               |
| 43  | Ungaria       | Pál Csernai              | 1 iulie 1985      | 20 aprilie 1986   |                                               |
| 44  | Germania      | Reinhard Saftig          | 21 aprilie 1986   | 30 iunie 1988     |                                               |
| 45  | Germania      | Horst Köppel             | 1 iulie 1988      | 30 iunie 1991     | 1 Cupă, 1 Supercupă                           |
| 46  | Germania      | Ottmar Hitzfeld          | 1 iulie 1991      | 30 iunie 1997     | 2 Campionate, 2 Supercupe, 1 Champions League |
| 47  | Italia        | Nevio Scala              | 1 iulie 1997      | 30 iunie 1998     | 1 Cupă Intercontinentală                      |
| 48  | Germania      | Michael Skibbe           | 1 iulie 1998      | 4 februarie 2000  |                                               |
| 49  | Austria       | Bernd Krauss             | 6 februarie 2000  | 13 aprilie 2000   |                                               |
| 50  | Germania      | Udo Lattek*              | 14 aprilie 2000   | 30 iunie 2000     |                                               |
| 51  | Germania      | Matthias Sammer          | 1 iulie 2000      | 30 iunie 2004     | 1 Campionat                                   |
| 52  | Țările de Jos | Bert van Marwijk         | 1 iulie 2004      | 18 decembrie 2006 |                                               |
| 53  | Germania      | Jürgen Röber             | 19 decembrie 2006 | 12 martie 2007    |                                               |
| 54  | Germania      | Thomas Doll              | 13 martie 2007    | 19 mai 2008       |                                               |
| 55  | Germania      | Jürgen Klopp             | 1 iulie 2008      | 2 iunie 2015      | 2 Campionate, 1 Cupă, 2 Supercupe             |
| 56  | Germania      | Thomas Tuchel            | 3 iunie 2015      | 30 mai 2017       | DFB-Pokal (Cupa)                              |
| 57  | Țările de Jos | Peter Bosz               | 6 iunie 2017      | 10 decembrie 2017 |                                               |
| 58  | Austria       | Peter Stöger             | 10 decembrie 2017 | 12 mai 2018       |                                               |
| 59  | Elveția       | Lucien Favre             | 22 mai 2018       | 13 decembrie 2020 | DFB-Pokal (Cupa)                              |
| 60  | Germania      | Edin Terzić              | 13 decembrie 2020 | 30 iunie 2021     | DFB-Pokal (Cupa)                              |
| 61  | Germania      | Marco Rose               | 1 iulie 2021      | 20 mai 2022       |                                               |
| 62  | Germania      | Edin Terzić              | 23 mai 2022       | 13 iunie 2024     |                                               |
| 63  | Turcia        | Nuri Șahin               | 14 iunie 2024     | 22 ianuarie 2025  |                                               |
| 64  | Danemarca     | Mike Tullberg*           | 22 ianuarie 2025  | 2 februarie 2025  |                                               |
| 65  | Croația       | Niko Kovač               | 2 februarie 2025  | prezent           |                                               |

* Antrenor interimar.